# 3T
3T is een Amerikaanse boyband. De leden van de groep zijn Taj Jackson, Taryll Jackson en Tito Joe Jackson. Zij zijn de zonen van Tito Jackson die lid was van de popgroep The Jackson 5. Tot de bekendste hits van 3T behoren: Why, Stuck on you, Anything en I need you.

## Biografie
3T dankt hun naam aan hun moeder Dee Dee Jackson. 3T was voor het eerst te horen op de hit 2300 Jackson Street van The Jacksons uit 1989. Daarna stonden de drie broers in 1992 als 3T op het album The Jacksons: An American Dream met het nummer You Are The Ones, een ode aan hun vader en ooms.
In 1995 brak 3T met hun single 'Anything' door in Europa, en scoorde de groep hits met 24/7, Why (een duet met hun oom Michael Jackson), I Need You (geschreven door Eric Carmen) en Gotta Be You.
In 1997 volgt de Brotherhood-tournee door Europa, de groep was immens populair. Na een conflict met hun platenlabel Sony Music bleef het lange tijd stil rond de groep, maar in 2003 maken ze hun comeback met een cover van Lionel Richies Stuck On You en hun album Identity. De tweede single van dit album was Sex Appeal, waar ook hun neef Siggy Jackson (artiestennaam Dealz en zoon van Jackie Jackson) op te horen is. In 2005 bracht 3T samen met de Franse meidengroep T-Rio een cover uit van If You Leave Me Now van Chicago. Deze single werd alleen in Frankrijk uitgebracht.

## Discografie

### Albums
| Album met eventuele hitnotering(en) in de Nederlandse Album Top 100 | Datum van verschijnen | Datum van binnenkomst | Hoogste positie | Aantal weken | Opmerkingen |
| ------------------------------------------------------------------- | --------------------- | --------------------- | --------------- | ------------ | ----------- |
| Brotherhood                                                         | 1995                  | 02/03/1996            | 12              | 66           |             |
| Identity                                                            | 2004                  | 24/04/2004            | 32              | 7            |             |

### Singles
| Single met eventuele hitnotering(en) in de Nederlandse Top 40 | Datum van verschijnen | Datum van binnenkomst | Hoogste positie | Aantal weken | Opmerkingen         |
| ------------------------------------------------------------- | --------------------- | --------------------- | --------------- | ------------ | ------------------- |
| Anything                                                      | 1996                  | 24-02-1996            | 5               | 14           |                     |
| 24/7                                                          | 1996                  | 25-05-1996            | 16              | 8            |                     |
| Why                                                           | 1996                  | 24-08-1996            | 10              | 10           | met Michael Jackson |
| I need you                                                    | 1996                  | 14-12-1996            | 5               | 10           | met Michael Jackson |
| Gotta be you                                                  | 1997                  | 08-03-1997            | 24              | 4            | met Herbie          |
| Stuck on you                                                  | 2004                  | 21-02-2004            | 5               | 17           |                     |
| Sex appeal                                                    | 2004                  | 01-05-2004            | tip             |              |                     |